# C-301
Le C-301, désignation OTAN CSS-C-6 « Sawhorse », était un gros missile de croisière anti-navire supersonique d'origine chinoise. Aussi connu sous la désignation HY-3, et donc intégrant la grande famille des missiles Silkworm, sa mission principale était de fournir un moyen de défense côtière rapide et efficace aux forces en présence. Il a également servi de base de développement à deux autres missiles de la série des C-300, les C-302 et C-303.

## C-301
Le C-301 est le premier membre de la série des missiles anti-navire C-300, doté de quatre accélérateurs à poudre et de deux statoréacteurs placés à l'arrière du fuselage.
Lorsque les 4 accélérateurs à poudre (boosters) ont propulsé le missile jusqu'à une vitesse supérieure à Mach 1.8, le statoréacteur prend le relais, brûlant du kérosène et accélérant le missile jusqu'à des valeurs supérieures à Mach 2.0. La portée maximale du système est de 180 km, et son altitude de croisière est inférieure à 50 m. Cette altitude est encore diminuée lorsque le missile approche de sa phase de guidage terminale, effectuée grâce au radar actif, et une dernière plongée est effectuée juste avant l'impact sur la cible. La première phase de vol est effectuée grâce à une plateforme de guidage inertiel qu'embarque le missile, qui a été préalablement été réglée pour aller trouver une cible localisée par un tiers, tels un radar au sol ou un avion de surveillance.
Le concepteur principal de ce missile est Liang Shoupan (梁守磐), déjà à l'origine de la conception du C-101. Cette arme n'a finalement été en service que très peu de temps en tant que missile de défense côtière, étant surtout à la base une mesure limitée visant à combler le vide, pendant que d'autres systèmes plus performants allaient voir le jour et être bien plus largement diffusés. Le C-301 endossa également la responsabilité de remplacer temporairement le C-601, la version aéroportée du Silkworm emportée par le bombardier Xian H-6, le temps que d'autres missiles supersoniques plus performants deviennent disponibles.

## C-302
Une version améliorée, désignée C-302, fut développée ensuite comme étant une mise à jour du C-301.
Le C-302 est très largement numérisé et son altitude de croisière est encore diminuée. Après être entré en service en très petit nombre dans l'armée chinoise, à des fins d'évaluation, le C-302 n'entra finalement pas en production de masse, principalement en raison des soucis posés par son moteur-fusée à ergols liquides. Cette technologie pose de gros problèmes de coûts et d'exploitation opérationnelle, car elle demande une maintenance assez fréquente et un niveau de sécurité élevé pendant les manœuvres, contrairement à ce que demande un missile utilisant des ergols solides. On nota également que l'avantage de la vitesse supersonique pouvait être obtenu avec de simples statoréacteurs, beaucoup plus simples d'emploi et ne représentant pas de grand danger.
Au cours de son service extrêmement limité au sein de la marine chinoise, à des fins d'évaluation, le C-302 ne fut employé qu'à partir de postes côtiers, alors qu'en théorie il était prévu pour être employé par de grandes plateformes volantes. Malheureusement, comme ce fut le cas pour son cousin le C-101, le C-301 et son évolution C-302 ne pouvaient être embarqués que par le Xian H-6, en raison de leur taille et de leur poids importants. Finalement, au lieu d'entrer en service en grandes quantités, le C-302 se retrouva réduit à remplir le rôle de simple missile de défense côtière.
De même que pour son cousin C-101, les Chinois affirmèrent que d'autres types d'autodirecteurs, à imagerie infrarouge ou TV, furent développés avec succès pour le missile. Mais il n'est toujours pas possible de déterminer la véracité de ces dires.

## C-303
Le dernier membre de la famille des C-300 est le C-303, qui diffère énormément de ses deux aînés.
À l'inverse de ces derniers, qui suivaient un profil de vol rasant la surface de l'eau, le C-303 grimpe rapidement à une altitude de 20 km avant d'entamer son vol de croisière. Après avoir passé la majorité de son vol à cette altitude élevée, il allume son autodirecteur en approchant à 50 km de sa cible, sur laquelle il plongera en piqué, comme le fait le missile SS-N-19. Le C-303 peut indifféremment être lancé de manière classique, depuis une rampe inclinée, ou verticalement depuis un silo.
Comme pour ses cousins de taille plus faible C-301 et C-302, le C-303 ne verra qu'un service très limité, principalement pour des tests et des essais, toujours en raison des problèmes posés par sa propulsion à ergols liquides. À l'inverse de ses cousins, il ne fut par contre prévu que pour être basé à terre.
Les sites internet chinois répandent la rumeur qu'un futur missile à longue portée serait en cours de développement, s'appuyant en grande partie des retours d'expérience obtenus avec le C-303. De telles affirmations restent cependant à vérifier car, pour le moment, rien n'a été officialisé par le gouvernement du pays.